# Christian Alt
Christian Alt (geboren am 22. November 1988) ist ein deutscher Journalist, Autor und Podcaster.

## Leben
Alt wuchs im Hunsrück auf und studierte an der Johannes-Gutenberg Universität Mainz Germanistik und Philosophie. Nach dem Studium kam er im Jahr 2014 zum Szenemagazin Zündfunk des Bayerischen Rundfunks. Während seiner Zeit beim Bayerischen Rundfunk war er Autor für zahlreiche Radiofeatures. Für das Feature Schöner Neuer Wahn gewann er gemeinsam mit seinem Co-Autor Christian Schiffer den Robert-Geisendörfer-Preis. Ebenfalls produzierte er dort erste Podcasts, wie zum Beispiel Einfach Machen, für den er und seine Co-Autorin Anna Bühler den Sonderpreis der Telekom-Stiftung erhielten.
2018 gründete er unter anderem mit Anna Bühler Kugel und Niere, eine Produktionsfirma für Podcasts. Gemeinsam mit seiner eigenen Firma setzte er Podcastprojekte um, zum Beispiel den dokumentarischen Podcast Made in Germany – Das Flughafenfiasko BER oder das Hörspiel Lynn ist nicht allein. Beide Produktionen waren 2021 für den deutschen Podcastpreis nominiert. Seit 2022 hostet er den Podcast Darwin gefällt das, in dem es um historische Fehler geht.
2018 veröffentlichte er zusammen mit Christian Schiffer den im Hanser Verlag erschienenen Band Angela Merkel ist Hitlers Tochter. Im Land der Verschwörungstheorien, in dem sich die beiden mit Entstehung, Funktionsweise und Wirkungsmacht von Verschwörungstheorien auseinandersetzen. 2023 folgte das zweite Buch, Die Wahrheit ist (n)irgendwo da draußen, in dem es um den neuen UFO-Hype und zugehörige Verschwörungstheorien geht.

## Publikationen
- Angela Merkel ist Hitlers Tochter. Im Land der Verschwörungstheorien. (Zusammen mit Christian Schiffer), Hanser Verlag, München 2018, ISBN 978-3-446-26139-6
- Die Wahrheit ist (n)irgendwo da draußen. Was der neue Ufo-Hype über uns Menschen verrät. (Zusammen mit Christian Schiffer), Goldmann Verlag, München 2023, ISBN 978-3-442-31701-1
- Darwin gefällt das. (Zusammen mit Anna Bühler), Goldmann Verlag, München 2024, ISBN 978-3-442-14310-8